# 크리스토퍼 벡위스
크리스토퍼 벡위스(영어: Christopher I. Beckwith, 1945년 10월 23일 ~ )는 미국 인디애나 대학교의 중앙유라시아학과 교수이다. 인디애나 대학교에서 우랄 및 알타이학 연구로 1977년에 박사 학위를 받았다. 중앙아시아의 역사, 아시아 언어 연구자로서, 옛 티베트어, 중앙아시아의 여러 언어들과 중앙아시아의 역사를 가르치고 있다.

## 고구려어와 일본어의 친연관계 연구 및 그에 대한 비판
2004년 출간한 저서 《고구려어 - 일본을 대륙과 연결시켜 주는 언어》에서 고구려어를 대륙에 있는 일본어의 친족어라 부르면서 고구려어와 일본어의 친연성을 매우 강조하여 주장하면서 가설상의 고구려-일본어 어족을 설정한 반면에, 고구려어와 신라어(를 잇는 한국어)와의 관련성은 배제하는 주장을 하였다.
벡위스의 언어-종족 가설에 따르면 고구려-일본어 조어를 말하는 집단은 중국 요서 지방을 원거주지로 하며 한반도와 일본 규슈로 이동하여 후자는 현대 일본인의 조상이 되고, 전자는 고구려-부여-예-옥저 등 부여어족을 말하는 집단을 형성했다고 보고 있으며, 현대 한국어의 직계 조상이 되는 신라어(한계 언어)를 말하는 집단은 이들과 관계가 없다고 주장하고 있다. 또한 한국어 일본어 사이 기본 어휘 가운데 유사점으로 지적되었던 어휘 요소와 고구려어와 한국어 사이의 공통 어휘들을 동원사가 아닌 차용으로 보고 있으며 기존의 알타이어족 설을 깡그리 무시하고 있다.
그러나 일본어 기원설 가운데 오노 스스무 등에 의해 상당히 연구가 진척된 일본어와 오스트로네시아어족 언어와의 관련성, 고구려어에 보이는 퉁구스어족(알타이어족)의 영향 등을 무시하였고, 연구에 사용된 재구 한자음의 자의성과 무리한 논리 전개 등에서 여러 헛점과 오류가 지적되고 있다.
크리스토퍼 벡위스의 연구에 영향을 준 학자로는 일본의 알타이어 학자인 기요세 기사부로 노리쿠라, 한국어 학자 간노 히로오미, 고노 로쿠로 등이 있다. 벡위스의 위 저서는 고려대학교 교수 정광에 의해 한국어 번역본이 출간되었고, 같은 옮긴이에 의해 비판이 제기되었다.

## 저서
- 중앙유라시아 세계사 (유라시아 세계사 :프랑스에서 고구려까지), 크리스토퍼 벡위드 지음, 이강한과 류형식 옮김

## 참고 문헌
- C. I. 벡위스 (2006). 《고구려어 - 일본을 대륙과 연결시켜 주는 언어》. 정광 번역. 고구려연구재단. ISBN 89-91448-65-8.
- 정광 (2007). “고구려어 연구의 몇 문제 -벡위스 저 《고구려어, 일본어의 대륙적 친족어》를 중심으로-”. 《알타이학보》 17: 197-213. ISSN 1226-6582.